# Richard Grafton
Richard Grafton (* um 1511; † wohl April/Mai 1573) war ein englischer Buchdrucker und Chronist. Unter König Heinrich VIII. druckte er einige der ersten Bibeln in englischer Sprache, wurde dann königlicher Drucker Eduards VI. mit dem ausschließlichen Recht zum Druck der Parlamentsakten, fiel aber unter der Herrschaft Königin Marias I. in Ungnade. Er trat auch als Historiker in Erscheinung, indem er Chroniken über die englische Geschichte veröffentlichte, die allerdings historisch unzuverlässig sind.

## Leben

### Abstammung und frühes Leben
Über Richard Graftons Lebensverhältnisse sind nur spärliche Nachrichten vorhanden. Er war ein Sohn von Nicholas Grafton aus Shrewsbury, der vielleicht Kürschner war, sowie ein Enkel von Adam Grafton, der möglicherweise mit jenem gleichnamigen Mann identisch ist, der 1473 als Vikar von St. Alknund’s in Shrewsbury erwähnt wird. Aus Richard Graftons literarischen Leistungen ist zu schließen, dass er eine gute Erziehung genoss. Die erste überlieferte Nachricht von ihm stammt aus dem Jahr 1526, laut der er damals beim Londoner Kaufmann John Blage in die Lehre ging. 1534 wurde er Mitglied der Grocer’s Company, einer einflussreichen Londoner Kaufmannsgilde, die enge Beziehungen zum Protestantismus hatte. Grafton pflegte Geschäftsbeziehungen nach Antwerpen und war mit Unterstützung des Erzbischofs von Canterbury, Thomas Cranmer, im Handel tätig.

### Frühe Bibeldrucke in englischer Sprache
Um 1534 gründeten Grafton und Edward Whitchurch – vielleicht auf Anregung von Thomas Cromwell – in London eine Buchdruckerei auf dem Gelände des 1538 von König Heinrich VIII. aufgelösten Klosters der Greyfriars (grauen Mönche). Damals gab es in England keine autorisierte volkssprachliche Übersetzung der Bibel, aber einen starken Wunsch nach einer solchen englischen Version. Cromwell plante die Übertragung der Heiligen Schrift ins Englische, um diese als politisches Instrument zur Vereinheitlichung der Glaubensrichtlinien und Ausübungspraktiken der neuen Anglikanischen Kirche zu nutzen. Grafton und Whitchurch schritten an die von ihnen finanzierte Publikation einer von William Tyndale, Miles Coverdale und John Rogers verfertigten Übersetzung der Heiligen Schrift. Weil aber Tyndale 1534 von Cromwell als Häretiker verurteilt worden und deshalb eine Zusammenarbeit mit ihm gefährlich war, ließen Grafton und Whitchurch ihre Bibel in Antwerpen, wahrscheinlich durch Jacobus van Meteren, drucken. Grafton wollte den Druck einer billigeren Bibelübersetzung durch James Nicholson von Southwark verhindern und bat daher Cromwell in einem Brief vom 28. August 1537 um eine besondere königliche Lizenz für seine Edition. Da er für den Druck von 1500 Bibelexemplaren 500 Pfund ausgegeben habe, sollten die englischen Gotteshäuser zu deren Kauf verpflichtet werden. Mit Genehmigung Heinrichs VIII. kam Graftons Ausgabe, die als Matthew-Bibel bekannt wurde, noch 1537 heraus.
1538 erteilte der König Thomas Cromwell durch ein Letters Patent die Erlaubnis, eine offizielle englische Bibel zu erstellen, die Grafton und Whitchurch veröffentlichen sollten. Dank seiner kaufmännischen Fähigkeiten fiel Grafton dabei die Leitung des Projekts zu, während Miles Coverdale als Redakteur fungierte. Im Mai 1538 begab sich Grafton in Begleitung Coverdales und wahrscheinlich Whitchurchs nach Paris. Dort beaufsichtigte er die Herausgabe von Coverdales korrigierter englischer Übersetzung des Neuen Testaments, die zusammen mit dem lateinischen Text und einer Widmung an Cromwell im November 1538 von François Regnault in Paris gedruckt wurde. Diese Ausgabe des Neuen Testaments war aber nur Teil der geplanten Übertragung der gesamten Bibel aus dem Griechischen und Hebräischen ins Englische (Great Bible). In Paris befanden sich zwar bessere Einrichtungen für den Druck, doch war Graftons Unternehmen gefährlich, da Frankreich ein katholisches Land war. Cromwell hatte von König Franz I. die Erlaubnis zum Druck der Bibel erhalten, doch mit der starken Einschränkung, dass darin keine aus katholischer Sicht ungesetzlichen Meinungen enthalten sein durften. Dies gab der französischen Regierung, als sich die diplomatischen Beziehungen zwischen England und Frankreich im Herbst 1538 verschlechterten, die Gelegenheit, durch einen Erlass vom 13. Dezember 1538 die bereits fast abgeschlossene Arbeit an der Bibel zu stoppen, nachdem die Inquisition die Anklage der Häresie erhoben hatte. Der französische Großinquisitor lud Regnault und seine Partner am 17. Dezember 1538 für den nächsten Tag vor, doch Grafton gelang die Flucht nach London.
Im Juli 1539 versuchte Cromwell den König Franz I. zu überzeugen, die noch nicht von den französischen Behörden vernichteten Bibeln zurückzugeben. Mit Hilfe des englischen Botschafters in Frankreich, Edmund Bonner, erreichte Grafton, dass die für die Great Bible benutzten Pressen und Typen im November 1539 von Paris nach London transportiert werden konnten. Das Werk wurde vollendet und noch 1539 gedruckt. Grafton und Whitchurch erscheinen als Drucker, doch ist kein Erscheinungsort angegeben. Der Preis betrug 10 Shillings für ein ungebundenes und 12 Shillings für ein gebundenes Exemplar. Laut königlicher Proklamation hatte jeder Pfarrbezirk jeweils eine Kopie vor Allerheiligen 1540 zu erwerben. Eine zweite von Grafton und Whitchurch gedruckte Auflage der Great Bible erschien im April 1540 und enthielt ein Vorwort von Thomas Cranmer. In rascher Folge kamen weitere Ausgaben heraus, so im Dezember 1541 die siebte Auflage. Grafton wohnte nach 1539 bis an sein Lebensende in Greyfriars.

### Drucke von Gebets- und Andachtsbüchern; Inhaftierungen
Mit der Hinrichtung Thomas Cromwells am 28. Juli 1540 verlor Grafton seinen Schirmherrn. Im gleichen Jahr druckte er viele Andachtsbücher, so The Gospels and Epistles of All the Sundays and Saints Days That Are Read in the Church All the Whole Year und The Primer Both in English and Latin. Ein ebenfalls 1540 in englischer Sprache erschienenes Neues Testament nach dem Text des Erasmus von Rotterdam nennt im Impressum Grafton und Whitchurch.
Im Januar 1541 wurde Grafton unter dem Vorwurf verhaftet, dass er Balladen, die den hingerichteten Cromwell verteidigten, sowie eine Übersetzung von Philipp Melanchthons Angriff auf die 1539 verabschiedeten sechs Artikeln zur Etablierung der Grundsätze der Anglikanischen Kirche veröffentlicht hatte. Außerdem hatte er die Balladen unter dem Namen eines Geschäftsrivalen, Richard Bankes, herausgegeben. In der Folge musste er sechs Wochen im Fleet-Gefängnis einsitzen. Im Verlauf des Jahres 1541 hatten sich Grafton und Whitchurch laut John Foxes Acts and Monuments dann auch vor den Behörden wegen Fehlverhaltens in der Ausübung der religiösen Praxis zu verantworten, doch ist kein Urteil bekannt.
1542 druckte Grafton auch säkulare Werke, so einen Bericht über den Feldzug Karls V. in der Berberei, The Order of the Great Turckes Court und Erasmus’ von Rotterdam Apophthegms. Im nächsten Jahr 1543 publizierte seine Buchdruckerei die von John Hales übersetzten Precepts of Plutarch for the Preservation of Good Health sowie 1545 Erasmus’ A Very Pleasant and Fruitful Dialogue Called the Epicure.
Am 28. Januar 1543 erteilte der König Grafton und Whitchurch auf sieben Jahre das alleinige Privileg, Gebetbücher herauszubringen. Dennoch mussten sie achtgeben, dass die von ihnen publizierten Werke nicht die Grenzen der akzeptierten Kirchendoktrin überschritten. Anfang April 1543 wurde Grafton laut Charles C. Butterworth wegen des Drucks von für ungesetzlich gehaltenen Büchern, wohl Übersetzungen „häretischer“ Texte von verbotenen Autoren wie Tyndale, kurzzeitig erneut inhaftiert. Im Mai 1545 erhielt Grafton das Recht, den von Heinrich VIII. autorisierten Primer auf Englisch und Latein zu edieren. Dieses Buch sollte überall in Großbritannien gelesen und dadurch nach Meinung des Königs die Verwendung der englischen Sprache in den Gottesdiensten erleichtert sowie der Jugend die anglikanische Religion, ihre Pflichten und Gehorsam gelehrt werden. 1545 wurden Grafton und Whitchurch auch zu Buchdrucken des Kronprinzen Eduard VI. ernannt.

### Heiraten und Nachkommen
Um 1546 heiratete Grafton Anne Crome, eine Verwandte von Dr. Edward Crome, und hatte mit ihr mindestens vier Söhne, Robert, Edward, Richard (der ein erfolgreicher Anwalt wurde und 1584 die Bestätigung seines Wappenbriefs bekam) und Gregory, sowie eine Tochter, Joan, die sich später mit dem Buchhändler Richard Tottel vermählte. Letzterer gab 1557 die berühmte Tottel’s Miscellany heraus. Nach dem 1560 erfolgten Tod seiner ersten Gattin, die mit viel Feierlichkeit beigesetzt wurde, ehelichte Grafton im Januar 1562 Alice Aylyffe, die ihm zwei Söhne gebar.

### Buchdrucker Eduards VI.; Verlust an Einfluss unter Maria I.
Als Heinrich VIII. im Januar 1547 starb und Eduard VI. ihm auf den Thron folgte, wurde Grafton erster Buchdrucker des neuen Königs während dessen gesamter Regierungsperiode und erhielt damit das ausschließliche Recht zum Druck der Parlamentsakten und königlichen Proklamationen. Er behielt auch sein Privileg, allein zur Herausgabe von Gebetbüchern berechtigt zu sein. An säkularen Büchern veröffentlichte er 1547 u. a. James Harrisons Exhortation to the Scots und Arthur Keltons Chronicle With a Genealogy Declaring that the Britons and Welshmen Are Descended from Brute. Nachdem er aus zunehmend historischem Interesse bereits früher John Hardyngs Chronik publiziert hatte, gab er 1548 Edward Halls Chronik heraus (s. u.).
1547–1548 erwarb die Stadt London größtenteils die Gebäude des Greyfriars Klosters, die nun das Christ’s Hospital bildeten, und bestätigte Grafton in seinem auf ihrem Gelände gelegenen Besitz. 1551 wurde Grafton einer der Vorsitzenden sowie der stellvertretende Schatzmeister des von London akquirierten St Thomas’ Hospital. Im damaligen Zeitraum druckte er u. a. William Pattens Expedicion into Scotlade (1548), die erste Ausgabe des Book of Common Prayer von 1549 sowie dessen Auflage von 1552, John Marbecks Concordance of the Bible (1550) sowie Thomas Wilsons The Rule of Reason (1551) und The Arte of Rhetorique (1553).
Nachdem Edward VI. am 6. Juli 1553 im Alter von erst 15 Jahren verschieden war, stellte sich Grafton auf die Seite von Lady Jane Grey und druckte deren Proklamation zur Königin. Als sich aber kurz darauf die katholisch gesinnte Maria I. Tudor im Machtkampf um die englische Krone durchsetzte, wechselte Grafton die Seite und druckte Marias Ausrufung zur Königin. Dennoch enthob ihn Maria seiner Stellung als königlicher Buchdrucker und ernannte am 29. Dezember 1553 John Cawood zu seinem Nachfolger. Grafton und Whitchurch wurden für einige Wochen im Fleet-Gefängnis inhaftiert. Seitdem war Graftons Karriere als Buchdrucker zu Ende. Trotzdem schaffte er es, für 1554 und 1557 zum Abgeordneten für London ins Parlament gewählt zu werden. Auch gehörte er zu den Mitorganisatoren des am 18. August 1554 erfolgten Einzugs Königin Marias und ihres Gemahls Philipp II. von Spanien in London. 1555–1556 fungierte er als Leiter der Grocer’s Company.

### Letzte Jahre in Verschuldung unter Elisabeth I. und Tod
Nach der Thronbesteigung von Marias Halbschwester Elisabeth I. 1558 wirkte Grafton an den Festzugsvorbereitungen anlässlich der am 14. Januar 1559 veranstalteten Krönungsfeierlichkeiten Elisabeths mit. Er widmete sich in der Folge auch karitativen Aktivitäten und fungierte 1559–1560 als einer der Vorstände des Bridewell Hospital. Im Juni 1561 zählte er zu jenen prominenten Londonern, denen die Aufsicht über die Restaurierung des durch Blitzeinschlag beschädigten Kirchturms der St Paul’s Cathedral oblag. 1562–1563 war er wiederum Parlamentsabgeordneter, diesmal als Vertreter für Coventry. 1563–1564 hatte er erneut die Leitung der Grocer’s Company inne. Allerdings befand er sich zu diesem Zeitpunkt bereits in Zahlungsschwierigkeiten und räumte Anfang 1565 ein, dass er der Grocer’s Company mehr als 40 Pfund schuldete. Im September 1566 fiel der Entschluss, Graftons Haus in Greyfriars zu erwerben, um einen Teil seiner Schulden zu decken. In den 1560er Jahren verfasste Grafton mehrere eigenständige Chroniken der englischen Geschichte (s. u.). Der Tod Graftons, von dem es kein authentisches Porträt gibt, erfolgte wohl Ende April oder Anfang Mai 1573, und am folgenden 14. Mai wurde er in Christ Church Greyfriars in London beigesetzt.

## Historische Werke

### Herausgabe und Fortsetzung der Chroniken von John Hardying und Edward Hall
Im Januar 1544 veröffentlichte Grafton sein erstes historisches Werk, eine Version der im 15. Jahrhundert von John Hardyng geschriebenen gereimten Chronik, welche die englische Geschichte von ihren mythischen Anfängen bis zur Regierung König Eduards IV. erzählte. Grafton fügte eine von ihm verfasste versifizierte Widmung an Thomas Howard, 3. Duke of Norfolk hinzu, dessen Feldzug von 1542 gegen die Schotten er darin pries. Er hoffte dadurch, den Herzog als neuen Patron gewinnen zu können. Ferner führte er Hardyngs Chronik in einer ausführlichen Prosadarstellung bis ins 30. Regierungsjahr Heinrichs VIII. fort, wofür er sich auf Polydor Vergil und wohl auch Thomas Morus’ History of King Richard III. stützte. Der englische Historiker und Altertumsforscher John Stow, der später Graftons geschichtliche Schriften scharf kritisierte, erklärte 1570 in einer Auflage seiner Summarie of the Englyshe Chronicles, dass Graftons Hardyng-Ausgabe stark von einem in seinem Besitz befindlichen Manuskript von Hardyings Werk abweiche. Grafton antwortete in einer späteren Ausgabe seiner Abridgement of the Chronicles of England, dass Hardyng zweifellos mehr als nur eine Chronik geschrieben habe.
Nach dem Tod seines Freundes Edward Hall 1547 schritt Grafton an die Veröffentlichung von dessen handschriftlich hinterlassener und von der Thronbesteigung Heinrichs IV. 1399 bis zum Jahr 1532 reichenden Chronik. Diese setzte er dabei nach den Notizen des Verfassers bis zum Tod Heinrichs VIII. Anfang 1547 fort und gab sie unter dem Titel The Union of the Two Noble and Illustre Families of Lancastre and Yorke (London 1548) heraus. Eine neue Auflage ließ er 1550 erscheinen. Da diese Auflagen selbst in England selten vorkamen, hielt der Antiquar Sir Henry Ellis eine neue Ausgabe (London 1809) für nötig. Stow beschuldigte Gräfton, Halls Werk verstümmelt ediert zu haben, und Grafton erwiderte, dass er nur die unklaren Phrasen Halls in eine deutlichere Ausdrucksweise gebracht habe. Nach seiner Behauptung hatte er auch Halls Werk ohne eigene Zutaten fertiggestellt. Die Fortsetzung Graftons ist weniger detailreich angelegt als die Darstellung Halls in den früheren Partien der Chronik. Er behielt aber die Auffassung Halls bei, dass in der Tudor-Regierung das gottbefohlene Heil Englands liege. Dementsprechend ist das Werk monarchisch ausgerichtet und geht den tieferen Ursachen historischer Entwicklungen kaum auf den Grund.

### Eigenständige Chroniken
Anfang der 1560er Jahre verfasste Grafton eine von ihm zusammengestellte kürzere englische Chronik, deren erste Auflage sein Schwiegersohn Richard Tottel unter dem Titel Abridgement of the Chronicles of England (London 1563) druckte. Dieses Werk war Lord Robert Dudley gewidmet. Spätere Auflagen erschienen 1564, 1570 und 1572 zu London. Im Vorwort fällte Grafton ein vernichtendes Urteil über ähnliche frühere kurze englische Chroniken, die etwa der Buchhändler und Drucker Thomas March herausgegeben hatte. Deshalb sei er zur Abfassung einer eigenen besseren Chronik bewogen worden. Diese ist allerdings weder genau noch zuverlässig; und für die moderne Forschung ist der historische Wert als gering zu veranschlagen. Dennoch wurde das Buch von den Zeitgenossen Graftons viel gelesen. Als Quellen dienten u. a. lateinische und angelsächsische Geschichtswerke, das Domesday Book sowie die Chroniken von Geoffrey von Monmouth, Jean Froissart und Robert Fabyan.
Thomas Marsh veranlasste – wohl als Reaktion auf Graftons Kritik an seinen früher edierten Chroniken und dessen Produktion eines wirtschaftlich bedrohlichen Konkurrenzwerks – den damals bereits als Altertumsforscher bekannten John Stow, ebenfalls einen Abriss der englischen Geschichte niederzuschreiben. Stow veröffentlichte daraufhin A Summarie of the Englyshe Chronicles (London 1565), besuchte Grafton und zeigte diesem ein Exemplar von dessen Abridgement of the Chronicles of England, in dem Stow zahlreiche Fehler markiert hatte. Im Vorwort zur zweiten Auflage seiner Abridgement gab Grafton einige der von Stow nachgewiesenen Fehler zu. Es folgte ein in den Prologen von Graftons und Stows Chroniken festgehaltener literarischer Streit.
Kurz nach dem Erscheinen von Stows Summarie publizierte John Kingston Graftons Manuell of the Chronicles of Englande: From the Creacion of the Worlde to This Yere of Our Lorde, 1565 (London 1565). Dieses Werk war der Buchhändlergilde Stationers’ Company gewidmet. Grafton bot der Gilde die Rechte an seinem Buch unter der Bedingung als Geschenk an, dass sie es wiederholt und mit aktualisierten Zusätzen versehen neu veröffentlichen und ähnlichen Werken ihre Lizenz nicht erteilen würde. Damit griff er Stow direkt an und suchte ihn, wenn auch vergeblich, von der Herausgabe weiterer historischer Schriften abzuhalten. In seinem Vorwort erklärte Grafton, dass seine Schrift einen Auszug aus seiner früheren Chronik darstelle, die unverschämt plagiiert worden sei. Stow und March ließen ihrerseits 1566–1567 erneut eine kurze Chronik als Summary of English Chronicles Abridged erscheinen, gingen darin hart mit Grafton ins Gericht und baten den Londoner Oberbürgermeister und Stadtrat um Schutz.
Um seine größere Fähigkeit zu historischen Arbeiten zu beweisen, trat Grafton mit einer umfassenderen englischen Chronik hervor, die Tottel unter dem Titel A Chronicle at Large, and Meere History of the Affayres of Englande and Kinges of the Same (2 Bde., London 1568–1569) druckte. Dieses Werk widmete Grafton Sir William Cecil. Im Vorwort kritisierte er generell viele zeitgenössische Geschichtswerke, während sein eigenes Buch ausführlich genug sei, ohne zu ermüden, und kurz genug, ohne Unklarheiten zu lassen; auch behandle es allein die Geschichte Englands. Allerdings beschränkte sich Grafton in seiner Darstellung keineswegs auf die historischen Begebenheiten in England, sondern begann mit der Schöpfung und führte die Erzählung über die biblische und klassische Vorgeschichte bis in seine eigene Zeit. Die Chronik ist in sieben Abschnitte eingeteilt entsprechend den Sieben Weltalter, deren letztes mit der Geburt von Jesus Christus beginne und bis zum Weltende andauern werde.
Im ersten Abschnitt legt Grafton dar, dass England ursprünglich von Riesen bewohnt worden sei – eine zu seinen Zeiten durchaus gängige Vorstellung –, doch hätte Brutus, ein Nachfahre des Aeneas, die Giganten besiegt. Für diese Darstellung machte Grafton die 1516 erschienene Chronicle von Fabyan als Quelle namhaft, unterließ aber an anderen Stellen seiner Erzählung oft die Nennung seiner Gewährsmänner, obwohl er sie bisweilen wörtlich ausschrieb. Auch wählte er seine Quellen wenig sorgfältig aus und berichtete Fabeleien wie etwa über einen in Bread Street Ward (London) aufgefundenen und von ihm persönlich untersuchten Stein, der den Zahn eines 8 m großen Mannes darstelle. Deswegen wurde Grafton u. a. vom kritischeren Stow später heftig kritisiert. Wegen der geringen Verbreitung von Graftons Chronik besorgte Sir Henry Ellis zu Anfang des 19. Jahrhunderts einen verbesserten Abdruck (Chronicle, or History of England; to which is added his Table of the Bailiffs, Sheriffs and Mayors of the City of London from the Year 1189 to 1558 inclusive, 2 Bde., London 1809).